# ワジハルファ
ワジ・ハルファ（アラビア語: وادي حلفا、Wādī Ḥalfā）は、スーダンの北部州に属する同国最北の町。2008年の人口は1万8332人。

## 地理
ナイル川の沿岸、ヌビア湖(ナセル湖のスーダン領地域)の湖畔にある。
ヌビア砂漠の真ん中に位置する。
ヌビアの遺跡が多く、アスワン・ハイ・ダムが引き起こす洪水から守る活動が続いている。

## 交通
エジプトとの国境に位置し、下流のエジプト領アスワンまでフェリーが運航している。また、南スーダンのワーウから首都ハルツームを経由するスーダン鉄道の最北の駅がある。このため、陸路で国境を越える際のメインルートとなっているが、実際には両国間の往来は空路が多く、陸路の便数は鉄道・フェリーともに非常に少ない。

## 歴史
古代からの定住が考古学的に判明している。

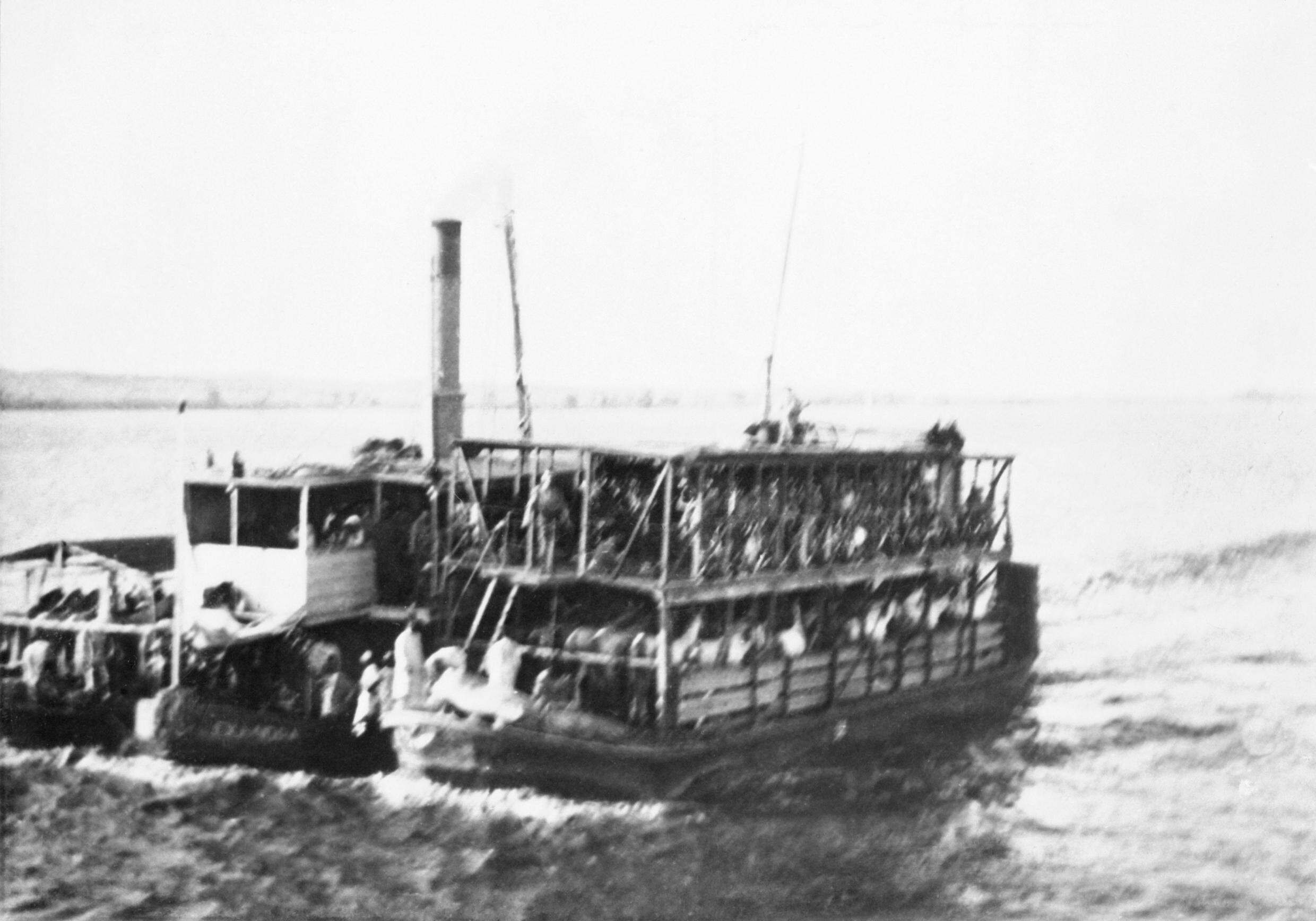
マフディー戦争(1881年～1899年)の頃に、イギリス兵を乗せてワジ・ハイファとエジプトのアシュートを結んだ蒸気船。

エジプト中王国時代(紀元前2055年頃～紀元前1650年頃)からアエギュプトゥス(ローマ領エジプト)時代(紀元前30年～641年)にかけて、エジプトの植民地のブヘンが存在した。
19世紀、近代都市のワジ・ハルファが建設されると、ナイル川沿いにアスワンと結ばれる港湾都市になった
1820年、オスマン帝国領エジプトの南方征服では、南に向かう軍の短期滞在地になった。
1866年、エジプトとの間に電信が開通した。
1877年、ケルマとの間に鉄道が開通した。
スーダン鉄道が延びるにつれ、アシュートのすぐ南まで航行しエジプトの鉄道網に接続出来るワジ・ハルファの価値は高まったが、代わりに旧キャラバン宿のコロスコの価値は低下した。
1881年、マフディー戦争が始まり、国境で頻繁に戦闘が起きるようになった。
1889年、アブド・アル・ラフマン・アル・マフディー軍がトスキの戦いに向かう途中で立ち寄った。
その後キッチナー率いるイギリス領エジプト軍がマフディー軍を倒すために一時滞在した。
1897年、イギリスの戦争遂行に伴って延びた鉄道がアトバラに達した。

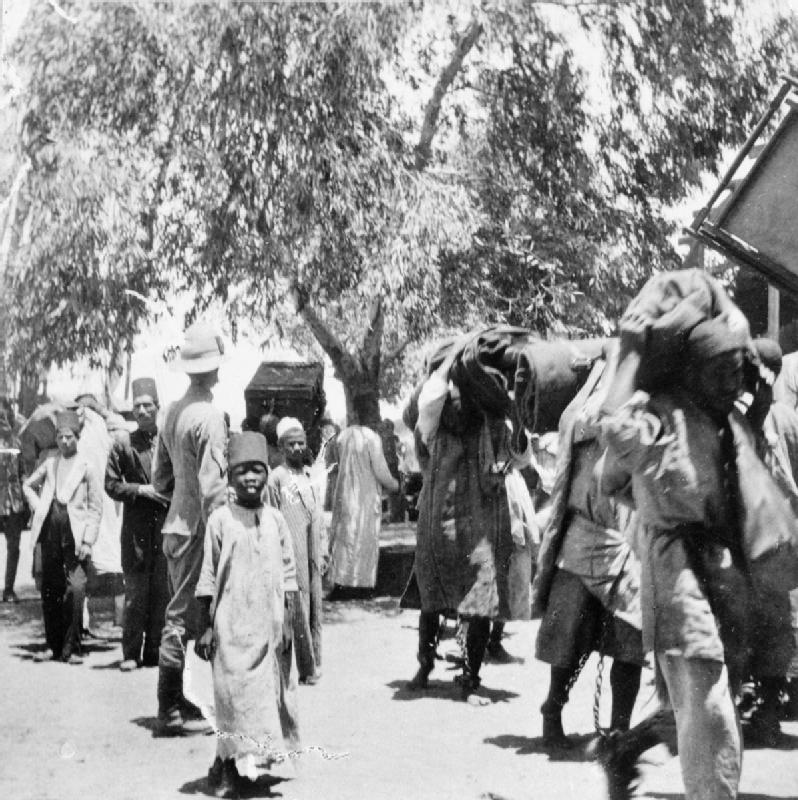
鎖に繋がれたスーダン人受刑者がイギリスの荷物を運ぶ(1898年)

1899年、戦争が終了し、スーダン(現在の南スーダンを含む)は英埃領スーダンとなった。
また、鉄道が首都ハルツームに達した。
1911年、ナイル川監視所が設置された。
1931年、監視所が47km北に移転した。

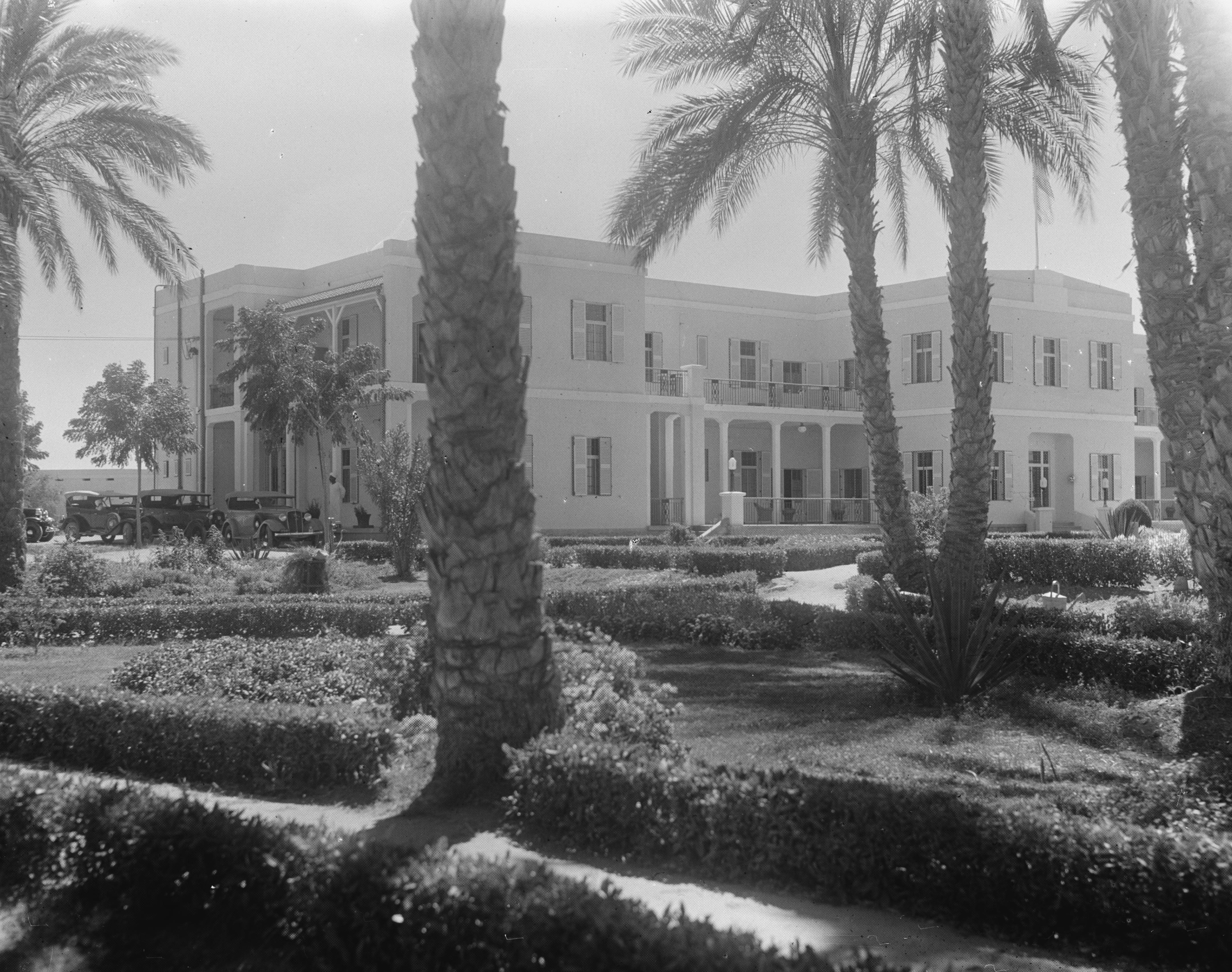
ワジ・ハルファRRホテル(1936年)

第二次世界大戦では連合国の軍事郵便局が置かれた。
1956年には人口が1万1000人に達した。
1959年11月8日、アスワンダムの建設によって周辺の水没が決まった。
約5万2000人が1964年までの退去を義務付けられた。
1960年10月23日～24日、最も被害を受けたヌビア人がデモを行った。
26日には首都ハルツームにもデモが飛び火したが、警察は催涙ガスで鎮圧した。
政府は直ちにワジ・ハルファに戒厳令を発令し、国内他地域との連絡を断絶した。
主に学生から成るハルツームでの抗議によって、カイロ大学ハルツーム校が一時閉鎖され、約50人が逮捕された。
1964年、ダムは完成し、旧市街地は洪水で破壊された。
町の殆どが移転した。
1965年時点で、移転後の新ハルファの人口は3200人だった。
1970年代には、考古学者達がヌビアの遺跡を精密調査していた。
2005年、ヌビアの博物館や交流施設が計画されたが、2014年時点でそれ以上の進捗は無い。

## 気候
ヌビア砂漠では典型的な砂漠気候(BWh)に属する。
一年を通して快晴が多く、最高記録は4300時間/年である
これは理論的に有り得る時間の97～98%に当たる。
年間平均降水量は0.5mmで、雨の全く降らない年も多い。
季節は長く暑い夏と、短く暖かい冬が訪れる。
年間平均気温は27℃で、5～9月に限れば平均最高気温は40℃を超える。
年間潜在蒸発量は世界一で、5930mm/年に及ぶ。
| ワジ・ハルファ（1961年 – 1990年）の気候 | ワジ・ハルファ（1961年 – 1990年）の気候 | ワジ・ハルファ（1961年 – 1990年）の気候 | ワジ・ハルファ（1961年 – 1990年）の気候 | ワジ・ハルファ（1961年 – 1990年）の気候 | ワジ・ハルファ（1961年 – 1990年）の気候 | ワジ・ハルファ（1961年 – 1990年）の気候 | ワジ・ハルファ（1961年 – 1990年）の気候 | ワジ・ハルファ（1961年 – 1990年）の気候 | ワジ・ハルファ（1961年 – 1990年）の気候 | ワジ・ハルファ（1961年 – 1990年）の気候 | ワジ・ハルファ（1961年 – 1990年）の気候 | ワジ・ハルファ（1961年 – 1990年）の気候 | ワジ・ハルファ（1961年 – 1990年）の気候 |
| 月                                      | 1月                                     | 2月                                     | 3月                                     | 4月                                     | 5月                                     | 6月                                     | 7月                                     | 8月                                     | 9月                                     | 10月                                    | 11月                                    | 12月                                    | 年                                      |
| --------------------------------------- | --------------------------------------- | --------------------------------------- | --------------------------------------- | --------------------------------------- | --------------------------------------- | --------------------------------------- | --------------------------------------- | --------------------------------------- | --------------------------------------- | --------------------------------------- | --------------------------------------- | --------------------------------------- | --------------------------------------- |
| 最高気温記録 °C （°F）                  | 35.5 (95.9)                             | 41.6 (106.9)                            | 45.5 (113.9)                            | 45.7 (114.3)                            | 47.8 (118)                              | 48.7 (119.7)                            | 46.7 (116.1)                            | 47.6 (117.7)                            | 46.5 (115.7)                            | 44.5 (112.1)                            | 39.0 (102.2)                            | 35.6 (96.1)                             | 48.7 (119.7)                            |
| 平均最高気温 °C （°F）                  | 23.3 (73.9)                             | 25.7 (78.3)                             | 30.5 (86.9)                             | 36.1 (97)                               | 39.6 (103.3)                            | 41.1 (106)                              | 40.7 (105.3)                            | 40.1 (104.2)                            | 39.2 (102.6)                            | 36.1 (97)                               | 29.2 (84.6)                             | 24.8 (76.6)                             | 33.9 (93)                               |
| 日平均気温 °C （°F）                    | 16.4 (61.5)                             | 18.1 (64.6)                             | 22.5 (72.5)                             | 27.7 (81.9)                             | 31.5 (88.7)                             | 33.1 (91.6)                             | 32.8 (91)                               | 32.5 (90.5)                             | 31.8 (89.2)                             | 28.8 (83.8)                             | 22.5 (72.5)                             | 18.1 (64.6)                             | 26.3 (79.3)                             |
| 平均最低気温 °C （°F）                  | 9.5 (49.1)                              | 10.5 (50.9)                             | 14.6 (58.3)                             | 19.4 (66.9)                             | 23.3 (73.9)                             | 25.0 (77)                               | 24.9 (76.8)                             | 24.9 (76.8)                             | 24.4 (75.9)                             | 21.5 (70.7)                             | 15.7 (60.3)                             | 11.3 (52.3)                             | 18.8 (65.8)                             |
| 最低気温記録 °C （°F）                  | 4.2 (39.6)                              | 2.5 (36.5)                              | 6.0 (42.8)                              | 11.0 (51.8)                             | 13.4 (56.1)                             | 17.8 (64)                               | 18.5 (65.3)                             | 17.8 (64)                               | 17.4 (63.3)                             | 12.3 (54.1)                             | 5.2 (41.4)                              | 2.0 (35.6)                              | 2.0 (35.6)                              |
| 降水量 mm （inch）                      | 0.1 (0.004)                             | 0.0 (0)                                 | 0.0 (0)                                 | 0.0 (0)                                 | 0.0 (0)                                 | 0.0 (0)                                 | 0.0 (0)                                 | 0.5 (0.02)                              | 0.0 (0)                                 | 0.0 (0)                                 | 0.0 (0)                                 | 0.0 (0)                                 | 0.6 (0.024)                             |
| % 湿度                                  | 41                                      | 33                                      | 26                                      | 21                                      | 20                                      | 20                                      | 23                                      | 26                                      | 25                                      | 28                                      | 37                                      | 43                                      | 29                                      |
| 平均月間日照時間                        | 303.8                                   | 277.2                                   | 303.8                                   | 303.0                                   | 325.5                                   | 324.0                                   | 331.7                                   | 322.4                                   | 288.0                                   | 310.0                                   | 303.0                                   | 294.5                                   | 3,686.9                                 |
| 日照率                                  | 92                                      | 91                                      | 86                                      | 86                                      | 86                                      | 87                                      | 87                                      | 88                                      | 86                                      | 90                                      | 94                                      | 91                                      | 89                                      |
| 出典：アメリカ海洋大気庁                |                                         |                                         |                                         |                                         |                                         |                                         |                                         |                                         |                                         |                                         |                                         |                                         |                                         |

## 経済

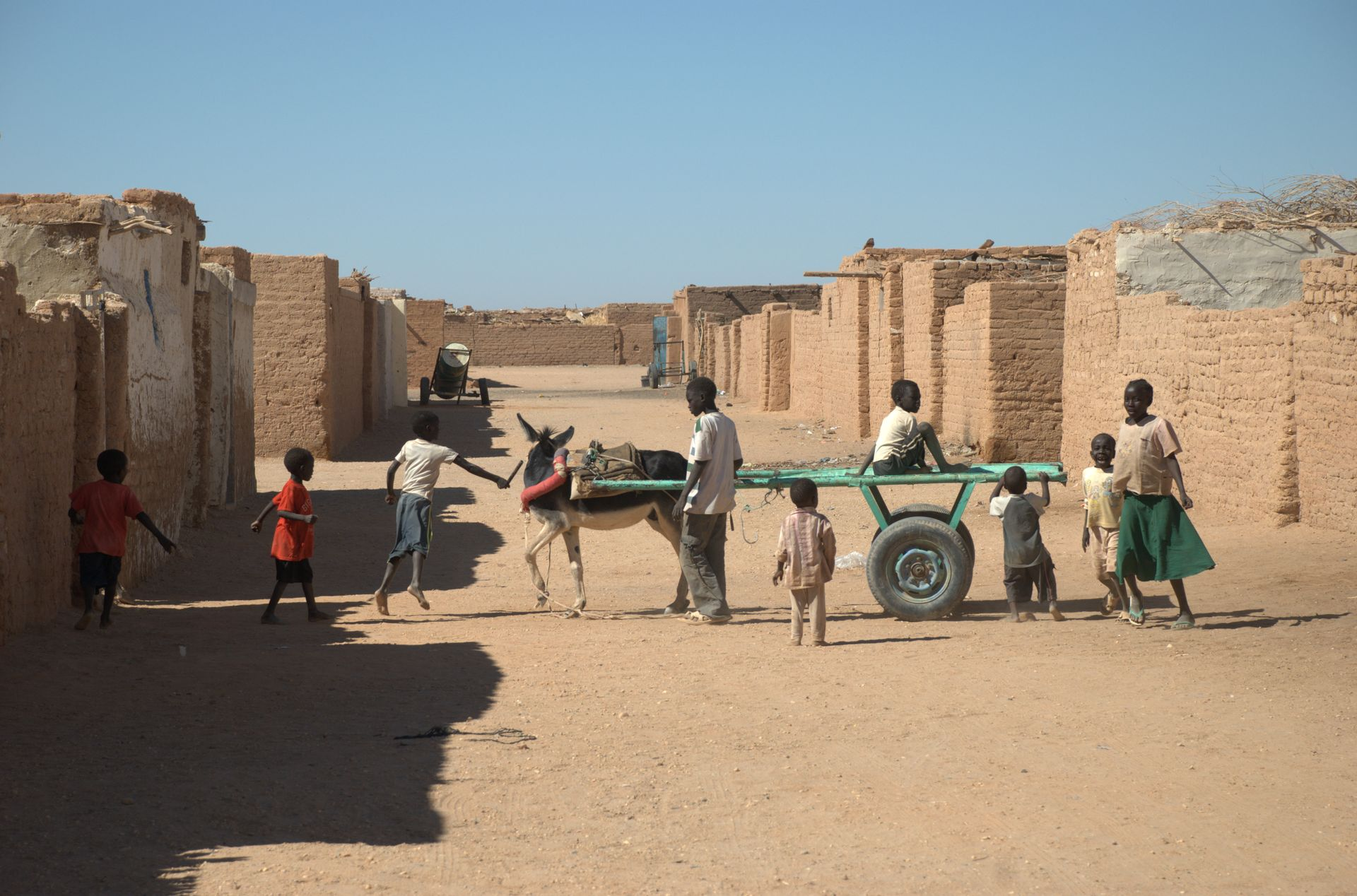
市街地

農業が中心である。
中国人が魚の加工工場を建てた。